# Kuo-Chu Wu
Kuo-Chu Wu (chinesisch 伍國柱, Pinyin Wŭ Gúozhù, * 18. August 1970 in Kaohsiung; † 6. Januar 2006 in Taipeh) war ein taiwanischer Choreograf.

## Leben
Nach einem Studium am National Institute of the Arts in Taiwan von 1997 bis 2004 studierte Kuo-Chu Wu Tanz an der Folkwang-Hochschule in Essen, die seine Arbeit wesentlich beeinflusste. Während dieser Zeit machte er sich vor allem mit eigenen Choreografien einen Namen. 2002 gewann er den Tanzpreis der Josef und Else Classen Stiftung. Im Juni 2004 zeigte er beim Folkwang-Tanzabend mit dem dritten Jahrgang die Uraufführung „Fuge“. Neben mehreren Choreografien für das Cloud Gate Dance Theatre in Taiwan, mit dem er in Hongkong und Taiwan auf Tournee ging, choreografierte er im Auftrag des Wuppertaler Opernhauses und der Folkwang-Hochschule.
Im Anschluss an sein Studium in der Spielzeit 2004/2005 wurde Kuo-Chu Wu Direktor des Tanztheaters Kassel und nahm einige Folkwang-Tänzer mit in seine Kompanie. Der erste Tanzabend, der am 5. November 2005 in der Documenta-Halle im Staatstheater Kassel Premiere hatte, setzte die Zusammenarbeit mit dem Cloud Gate Dance Theatre fort.
Kuo-Chu Wu starb am 6. Januar 2006 an Leukämie.
Im Juni 2006 fand die Premiere des Stücks Windschatten, das die Tänzerin Malou Airaudo in Ehre von Kuo Chu Wu choreografiert hat, statt.

## Stücke
- Tantalus
- Fuge
- Oculus